# Philhygra parca
Philhygra parca är en skalbaggsart som först beskrevs av Étienne Mulsant och Claudius Rey 1874.  Philhygra parca ingår i släktet Philhygra, och familjen kortvingar. Arten är reproducerande i Sverige.